# 大坪奈津子の脳内アドベンチャー
『大坪奈津子の脳内アドベンチャー』は、四国放送（JRTラジオ）制作のラジオ番組である。2020年4月28日より放送を開始。

## 番組概要
- 四国放送に2019年にアナウンサーとして入社した大坪奈津子が自分自身の話やリスナーのお便りから、人間の脳という未知なる世界を冒険するという形でトークするラジオ番組。
- パーソナリティである大坪奈津子の番組内の役職は隊長、リスナーは隊員となっている。
- 番組のオープニングとエンディングでは、インディー・ジョーンズの主題曲であるレイダース・マーチが流れる。
- オープニングからコーナーに入る際の効果音は、効果音集から持ってきたもの。本人も詳細はよくわかっていない。[1]
- 番組名の由来は、昔から周りに変わっているねと言われてきて、自分の頭の中はどうなっているのかを疑問に思い、脳の中を見てみたい、冒険してみたいという考えから決めた。[2]
- この番組のリスナーの隊の名前は、番組名同様「大坪奈津子の脳内アドベンチャー」、リスナーのお便りのあいさつは「奈津子隊長に敬礼、ビシッ」にリスナーの公募により決まっている。[3]
- お便りの締め切りは木曜日ゴジカル終わり、収録は金曜日であることが多い。[4]
- 番組収録の際に大坪奈津子以外のスタッフはおらず、時間配分など収録に必要なことはすべて一人で行っている。[5]
- 他の同局の番組と違って曲のみのリクエストは受け付けていない(バンリクという番組があるため)。ただし曲に関するエピソードなどがある場合は採用される場合もある。[6]
- 番組は週刊よし★じゅん同様、リスナー参加型。ただしよしじゅんと違ってためになる番組を目指している。[7]

## レギュラーコーナー
お便り紹介コーナーを除いて各コーナーの開催は不定期。
リスナーからのコーナーへの投稿があるときに任意で開かれる。
新コーナーはパーソナリティの大坪奈津子が事前に告知し開催される場合もあれば、リスナーが提案したものが採用される場合もある。

### お便り紹介
リスナーからの前回の番組の感想やふつおたメールを紹介するコーナー。
特別な場合を除き毎回必ずあるコーナー。
放送が毎週になってからリスナーからの送られるメールが増え、放送時間の半分近くを占める場合が多い。

### 質問コーナー
質問メールに回答するコーナー。
リスナーの悩み相談に回答する形の場合もある。

### 大坪のツボ
リスナーからの笑い話を紹介するコーナー。
パーソナリティの大坪奈津子を笑わせ、最大級の引き笑いを誘うのが目標。
選手権という形でその回で最も面白かったメールを決める場合もある。
- 第1回選手権 2021年4月27日 第29回放送
- 第2回選手権 2021年9月14日 第49回放送
- 第3回選手権 2021年10月26日 第55回放送

グランプリと準グランプリ受賞者には記念缶バッジが贈呈された。

### クイズコーナー
パーソナリティの大坪奈津子がふと思ったことなどをクイズ形式で出題するコーナー。
リスナーからも四国放送アナウンス室内からも難しすぎるという意見が多い。
最近ではリスナーから提供されたクイズが出題されることが多い。

### お手紙コーナー
リスナーが読んでほしいお手紙の内容を代読するコーナー。
このコーナー時は専用のBGMが流れる。

### 脳内ミュージカル
映画などのミュージカルの一部分をパーソナリティが真似て演じるコーナー。
劇中歌を歌ったり、リスナーからの愚痴の歌詞に替え歌することもある。
- 第6回放送 パート・オブ・ユア・ワールド (リトル・マーメイドより)
- 第8回放送 君をのせて (天空の城ラピュタより)
- 第11回放送 残酷な天使のテーゼ (新世紀エヴァンゲリオンより)
- 第15回放送 ロミオとジュリエット (宝塚より)
- 第18回放送 竈門炭治郎のうた (鬼滅の刃より)
- 第21回放送 レット・イット・ゴー (アナと雪の女王より)
- 第26回放送 星に願いを (ピノキオより)
- 第43回放送 夢やぶれて (レ・ミゼラブルより)
- 第54回放送 ホール・ニュー・ワールド (アラジンより)

### 脳内ボイス
リスナーがリクエストしたセリフやシーンをパーソナリティの大坪奈津子が実演するコーナー。

### 脳内サプリ
脳のためになることを話すコーナー。

### 心理テスト
心理テストにリスナーと一緒に挑戦するコーナー。

## ゆるぼコーナー
リスナーから募集するテーマを決め、そのテーマのメールが一定数集まったら番組で紹介される。

### 卒業特集
リスナー及びパーソナリティの大坪奈津子の卒業に関するお話を紹介するコーナー。
BGMで卒業に関する曲が流れる。

### アルバイト特集
リスナー及びパーソナリティの大坪奈津子のアルバイトに関するお話を紹介するコーナー。

### 奈津子とパラダイムシフト
自分が今までの当然だと思っていた価値感が変わった瞬間(パラダイムシフト)を話すコーナー。

### もしもタイムスリップ出来るなら過去に行きたいか、未来に行きたいか
リスナーに募集したタイムスリップするならどうしたいかの感想を紹介するコーナー。

### 学生時代の地域独特の文化
リスナーに募集した学生時代の独特だと思われる出来事を紹介するコーナー。

### 私の周りの変わった〇〇さん
自分の周りの変わった人を紹介するコーナー。

### 名物先生
学生時代の名物先生の思い出エピソードを紹介するコーナー。

### もしも100万円貰ったら何に使う?
100万円を突然もらった際の使い道

### 役に立つちょっとした豆知識
リスナーの知っている豆知識を紹介する

### あなたの一番古い記憶
リスナーから送られた一番古い記憶を年齢別に紹介する

### 恋愛トーク
リスナーから投稿された理想のプロポーズや初恋について話すコーナー。

### 今年の個人的な漢字一文字
2021年を個人的な漢字一文字で表した場合の漢字とその理由を紹介するコーナー。

### 2022年こそ達成した目標
2022年に達成した目標を紹介するコーナー。

### 今の仕事に就いていなかったらどんな仕事をしていましたか
今の仕事以外の選択肢があった場合、どんな仕事をしていかを想像してお話するコーナー。

### 好きなあの子に言われた忘れらない一言
脳内ボイスとのコラボ企画。
リスナーから募集した忘れられない一言を代読する。

### 最後の晩餐何食べたい？
最後の晩餐に食べたいものを語り合うコーナー。
大坪奈津子の手料理を希望するリスナーが多数。

### 不老不死は欲しいですか？
不老不死が欲しいか欲しくないかを理由を添えて語るコーナー。
大半のリスナーは不老不死は欲しくないと回答。

### 救われた言葉、人生の道標になった言葉
収録まで時間が無かったので、すぱぼ(スパルタ募集)としてお便り募集。
人生で道標になった言葉をリスナーから募集した。

## スペシャルコーナー

### 朗読劇
絵本を朗読するコーナー。
- 第9回放送 ブラザーズドッグ

### 無限涙編
リスナーの涙活を促すコーナー。
コーナー名は劇場版 鬼滅の刃 無限列車編より

### アーティスト深掘りコーナー
パーソナリティの大坪奈津子が大好きなアーティストの曲について熱く語るコーナー。
熱が入るため長尺になることが多い。
- 第30回放送 米津玄師特集 楽曲:Lemon
- 第37回放送 米津玄師特集 楽曲:感電
- 第51回放送 家入レオ妄想恋愛ドラマ編 楽曲:もし君を許せたら, 未完成
- 第75回放送 あいみょん 楽曲:裸の心

### 早口コーナー
コロナ禍で四国放送アナウンサー室が始めた"うちで挑戦！早口言葉"のラジオ版。他の番組の感想などを大坪奈津子が挑戦する。

### なぞかけ
リスナーが送ってきたなぞかけを読むコーナー。

### 今月生まれの歌手特集
今月生まれの歌手の曲を紹介するコーナー。

### 怖い話
パーソナリティの大坪奈津子がリスナーから送られてきた怖い話を紹介するコーナー。
サウンドなどの演出にも力を入れている。

## 放送リスト
| 回 | 放送日         | コーナー                                                                              | 使用楽曲 | 備考 |
| -- | -------------- | ------------------------------------------------------------------------------------- | --- | --- |
| 1  | 2020年4月28日  | クイズコーナー                                                                        | 童謡:一年生になったら コブクロ:今、咲き誇る花たちよ オレンジレンジ:花 岡本真夜:TOMORROW                        | |
| 2  | 2020年5月12日  | お便り紹介 クイズコーナー                                                             | 半﨑美子:サクラ〜卒業できなかった君へ〜 半﨑美子:お弁当ばこのうた 〜あなたへのお手紙〜 半﨑美子:明日へ向かう人 | |
| 3  | 2020年5月26日  | お便り紹介 クイズコーナー お手紙                                                      | 菅田将暉:まちがいさがし SMAP:世界に一つだけの花 福富弥生:自由なのです                                          | |
| 4  | 2020年6月9日   | お便り紹介 クイズコーナー ものまね                                                    | 米津玄師:Lemon Aimer:蝶々結び 手嶌葵:明日への手紙 藤田麻衣子:素敵なことがあなたを待っている                    | |
| 5  | 2020年6月23日  | お便り紹介 誕生日スペシャル                                                           | 松本佳奈:価値 松本佳奈:Strings 松本佳奈:パラダイムシフト 松本佳奈:ばかみたい                                   | 6月22日は大坪奈津子の誕生日のため。 |
| 6  | 2020年7月7日   | お便り紹介 脳内ミュージカル                                                           | 家入レオ:未完成                                                                                                | |
| 7  | 2020年7月21日  | お便り紹介 今月生まれの歌詞特集 ペットフードについて調査 早口 お手紙                  | 近藤真彦:スニーカーぶる〜す 近藤真彦:ヨコハマ・チーク 近藤真彦:ギンギラギンにさりげなく                        | |
| 8  | 2020年8月4日   | お便り紹介 脳内ミュージカル 脳内サプリ クイズコーナー                                 | 葉加瀬太郎:エトピリカ 葉加瀬太郎:Angel In The sky 葉加瀬太郎:Once upon a time 葉加瀬太郎:冷静と情熱のあいだ    | |
| 9  | 2020年8月18日  | お便り紹介 なぞかけ 朗読劇(ブラザーズドッグ)                                          | 世良公則:燃えろいい女 ゆず:雨のち晴レルヤ                                                                      | |
| 10 | 2020年9月1日   | お便り紹介 脳内ミュージカル                                                           | 秦基博:恋はやさし野辺の花よ                                                                                    | |
| 11 | 2020年9月15日  | お便り紹介 脳内ミュージカル                                                           | JUJU:Fly Me To The Moon 高橋洋子:魂のルフラン                                                                  | |
| 12 | 2020年9月29日  | お便り紹介 クイズコーナー                                                             | 角田信朗:よっしゃあ漢唄 やっさいもっさい                                                                       | |
| 13 | 2020年10月13日 | お便り紹介 千葉と徳島の共通点の紹介 "やっさいもっさい"について お手紙                 | やっさいもっさい 和楽器バンド:シンクロニシティ                                                                 | 週末にラフティングに行き絶叫したため、喉の調子が悪い。 |
| 14 | 2020年10月27日 | お便り紹介 クイズコーナー                                                             | 乃木坂46:シンクロニシティ 日向坂46:キュン                                                                      | |
| 15 | 2020年11月10日 | お便り紹介 脳内ミュージカル 徳島の魅力 質問コーナー                                   | LiSA:炎 | |
| 16 | 2020年11月24日 | お便り紹介 クイズコーナー                                                             | ももいろクローバーZ:行くぜっ!怪盗少女                                                                          | 日本テレビ カラダWEEK の億WALK にて全国1位になったことが報告される                                                                                          |
| 17 | 2020年12月8日  | お便り紹介 無限涙編(涙活) お手紙                                                      | | |
| 18 | 2020年12月22日 | お便り紹介 脳内ミュージカル お手紙                                                    | | |
| 19 | 2021年1月5日   | お便り紹介 クイズコーナー                                                             | | |
| 20 | 2021年1月19日  | お便り紹介 クイズコーナー                                                             | | |
| 21 | 2021年2月2日   | お便り紹介 質問コーナー 脳内ミュージカル                                              | | |
| 22 | 2021年2月16日  | お便り紹介 新コーナー提案                                                             | | |
| 23 | 2021年3月2日   | お便り紹介 新コーナー提案 クイズコーナー 質問コーナー 脳内サプリ                      | | |
| 24 | 2021年3月16日  | お便り紹介 クイズコーナー 卒業特集                                                    | | |
| 25 | 2021年3月30日  | お便り紹介 心理テスト 脳内サプリ                                                      | | |
| 26 | 2021年4月6日   | お便り紹介 脳内ミュージカル 大坪のツボ アルバイト特集                                 | | |
| 27 | 2021年4月13日  | お便り紹介 クイズコーナー                                                             | | |
| 28 | 2021年4月20日  | お便り紹介 奈津子とパラダイムシフト                                                   | | |
| 29 | 2021年4月27日  | お便り紹介 大坪のツボ クイズコーナー                                                  | | |
| 30 | 2021年5月4日   | お便り紹介 米津玄師さん特集                                                           | 米津玄師:Lemon                                                                                                 | Lemonと感電を特集する予定だったが、 時間がないためにLemonだけの特集になった。                                                                               |
| 31 | 2021年5月11日  | お便り紹介 クイズコーナー 質問コーナー                                                | 一週間 (ロシア民謡)                                                                                            | 大坪奈津子オリジナルソングが放送された。 新規リスナーの気持ちを歌にする。                                                                                   |
| 32 | 2021年5月18日  | お便り紹介 質問コーナー 鼻歌クイズ 勝手に妄想ドラマ お悩み相談                        | ザ・ベンチャーズ:ダイアモンド・ヘッド                                                                          | |
| 33 | 2021年5月25日  | お便り紹介 質問コーナー                                                               | 谷本賢一郎:あいさつのうた                                                                                      | |
| 34 | 2021年6月1日   | お便り紹介 クイズコーナー 質問コーナー チャレンジ企画:この曲は歌えるのか？ 脳内サプリ | 美空ひばり:川の流れのように                                                                                    | |
| 35 | 2021年6月8日   | お便り紹介 脳内ボイス 質問コーナー お手紙                                             | | |
| 36 | 2021年6月15日  | お便り紹介 もしもタイムスリップ出来るなら 過去に行きたいか、未来に行きたいか          | Perfume:Time Warp Sexy Zone:タイムトラベル 原田知世:時をかける少女 B'z:TIME GLAY:TIME                          | |
| 37 | 2021年6月22日  | お便り紹介 米津玄師さん特集第2弾                                                      | 米津玄師:感電                                                                                                  | 放送日は大坪奈津子の誕生日なので、好きなことについて語る回。 以前より募集していた隊の名前とリスナーのあいさつが決まる。                                     |
| 38 | 2021年6月29日  | お便り紹介 心理テスト 質問コーナー クイズコーナー                                     | ビートルズ:レット・イット・ビー                                                                                | |
| 39 | 2021年7月6日   | お便り紹介 クイズコーナー 質問コーナー 脳内サプリ                                     | 本田美奈子:星に願いを 宇宙戦艦ヤマト                                                                           | |
| 40 | 2021年7月13日  | お便り紹介 脳内ボイス 大坪のツボ 質問コーナー                                         | 本田美奈子:星に願いを                                                                                          | 前回の放送で星に願いを大坪奈津子本人が歌っていたと勘違いしていたリスナーが多かった。 そのため再度聴き比べが行われた。                                       |
| 41 | 2021年7月20日  | お便り紹介 クイズコーナー 心理テスト お手紙                                           | 嵐:カイト | 収録の都合でお便りの締め切りが1日しかなかった。 |
| 42 | 2021年7月27日  | お便り紹介 クイズコーナー 質問コーナー 心理テスト 脳内サプリ                          | 矢沢永吉:古いカレンダー モーツァルト:ナハトムジーク                                                            | 高校野球レポートのため、41回放送前に収録。 |
| 43 | 2021年8月3日   | お便り紹介 質問コーナー 脳内ミュージカル 怪談話                                       | レ・ミゼラブル:夢やぶれて                                                                                      | 怪談話の太秦をうずまきと読んでしまい、翌週の放送でリスナーからいじられる。                                                                                  |
| 44 | 2021年8月10日  | お便り紹介 意味がわかると怖い話 質問コーナー 脳内サプリ                               | 角松敏生:NO END SUMMER                                                                                         | |
| 45 | 2021年8月17日  | お便り紹介 学生時代の地域独特の文化                                                   | ソーラン節 | 徳島地方で大雨のため番組内で気象情報が流れる。 |
| 46 | 2021年8月24日  | お便り紹介 学生時代の地域独特の文化 質問コーナー                                      | 竜とそばかすの姫:U                                                                                             | |
| 47 | 2021年8月31日  | お便り紹介 学生時代の地域独特の文化 大坪のツボ                                        | 24時間テレビ:サライ ザ・ドリフターズ:ヒゲのテーマ                                                              | 番組終盤で時間が無くなったため、 アドベンチャーから戻るくだりにワープという手段を使う。                                                                     |
| 48 | 2021年9月7日   | お便り紹介 学生時代の地域独特の文化 クイズコーナー 質問コーナー                       | およげ!たいやきくん 秦基博:ひまわりの約束                                                                      | |
| 49 | 2021年9月14日  | お便り紹介 クイズコーナー 大坪のツボ                                                  | 矢沢永吉:東京                                                                                                  | 50回 or 55回記念放送の案も紹介された。 |
| 50 | 2021年9月21日  | お便り紹介 質問コーナー                                                               | 家入レオ:もし君を許せたら                                                                                      | アーティストの深掘りコーナーもする予定だったが 質問コーナーメールが多すぎたため次回に持ち越し。 あまりにも時間がたりなかったため 裏技ワープで番組を締める。 |
| 51 | 2021年9月28日  | お便り紹介 アーティスト深掘りコーナー                                                 | 家入レオ:もし君を許せたら 家入レオ:未完成                                                                      | この回から前回の感想のお便りは放送枠には乗らない方針になる。                                                                                                |
| 52 | 2021年10月5日  | お便り紹介 クイズコーナー 質問コーナー                                                | ガッチャマンの歌                                                                                               | 55回放送に番組オリジナルグッズのプレゼント企画のお知らせがある。                                                                                            |
| 53 | 2021年10月12日 | お便り紹介 クイズコーナー 質問コーナー                                                | Hilcrhyme:春夏秋冬                                                                                             | 55回放送に大坪のツボ大会が開かれることが告知される。 |
| 54 | 2021年10月19日 | お便り紹介 クイズコーナー 脳内ミュージカル 私の周りの変わった〇〇さん                 | アラジン:ホール・ニュー・ワールド                                                                              | 55回放送のプレゼントの応募方法の告知あり。 |
| 55 | 2021年10月26日 | お便り紹介 大坪のツボ プレゼント当選者発表                                            | いきものがかり:ありがとう                                                                                      | 55回放送を記念して記念缶バッジが抽選でリスナーにプレゼントされた。                                                                                          |
| 56 | 2021年11月2日  | お便り紹介 クイズコーナー 質問コーナー 名物先生 脳内サプリ                            | 福富弥生:ここにしかない徳島                                                                                    | ラジオ番組表2021年秋号 第14回好きなDJランキングにて 33票獲得したことがリスナーから紹介された。                                                              |
| 57 | 2021年11月9日  | お便り紹介 クイズコーナー 大坪のツボ 脳内サプリ                                       | Novelbright:seeker/ワンルーム                                                                                  | |
| 58 | 2021年11月16日 | お便り紹介 クイズコーナー もしも100万円貰ったら何に使う?                              | はっぴいえんど:風をあつめて                                                                                    | メールを読む枚数を増やすため、冒頭の台詞を試験的に短くしている。                                                                                            |
| 59 | 2021年11月23日 | お便り紹介 質問コーナー                                                               | Official髭男dism:I LOVE...                                                                                     | |
| 60 | 2021年11月30日 | お便り紹介 役に立つちょっとした豆知識 心理テスト                                      | Uru:雪の華 | |
| 61 | 2021年12月7日  | お便り紹介 脳内サプリ 質問コーナー                                                    | 山下達郎:クリスマス・イブ back number:クリスマスソング                                                         | |
| 62 | 2021年12月14日 | お便り紹介 あなたの一番古い記憶                                                       | 中島みゆき:時代                                                                                                | |
| 63 | 2021年12月21日 | お便り紹介 恋愛トーク                                                                 | 絢香:三日月 青山テルマ:そばにいるね                                                                            | |
| 64 | 2021年12月28日 | 今年の個人的な漢字一文字                                                              | 吉田山田:日々 星野源:恋 ゴスペラーズ:青い鳥                                                                    | 年末年始のテーマ内容はインスタグラムのストーリー上でも募集された 隊員は脳内置いて行かれる                                                                   |
| 65 | 2022年1月4日   | 2022年こそ達成した目標 新年に聴きたい曲                                               | 春の海 EXILE:Rising Sun TOKIO:宙船                                                                             | 年末年始のテーマ内容はインスタグラムのストーリー上でも募集された                                                                                            |
| 66 | 2022年1月11日  | お便り紹介 質問コーナー                                                               | GReeeeN:元気ですか GReeeeN:扉                                                                                  | |
| 67 | 2022年1月18日  | お便り紹介 クイズコーナー 質問コーナー 脳内サプリ                                     | 関ジャニ∞:ひとりにしないよ                                                                                     | |
| 68 | 2022年1月25日  | お便り紹介 クイズコーナー                                                             | シド:嘘 岡村孝子:ソレイユ                                                                                      | |
| 69 | 2022年2月1日   | お便り紹介 脳内ボイス 今の仕事に就いていなかったら どんな仕事をしていましたか         | NakamuraEmi:私の仕事                                                                                           | |
| 70 | 2022年2月8日   | 最近あった話 お便り紹介 今の仕事に就いていなかったら どんな仕事をしていましたか       | GReeeeN:人 GReeeeN:歩み                                                                                        | 女性アナウンサーを目指している大学生へのアドバイス |
| 71 | 2022年2月15日  | 最近あった話 お便り紹介 いまナニさんぽクイズ 脳内サプリ 脳内ボイス                    | 家入レオ:チョコレート 嵐:Love so sweet                                                                         | 脳内ボイスはゆるぼで募集した「好きなあの子に言われた忘れらない一言」を大坪奈津子が代読する                                                                  |
| 72 | 2022年2月22日  | 最近あった話 いまナニさんぽクイズ 脳内サプリ 質問コーナー 最後の晩餐何食べたい？      | DISH//:猫 つじあやの:風になる                                                                                  | |
| 73 | 2022年3月1日   | お便り紹介 いまナニさんぽクイズ クイズコーナー 最後の晩餐何食べたい？ お手紙コーナー  | 水前寺清子:三百六十五歩のマーチ                                                                                | お手紙コーナーでは 2022年2月8日 にアドバイスされた大学生からのお便り                                                                                        |
| 74 | 2022年3月8日   | お便り紹介 脳内サプリ 不老不死は欲しいですか？                                        | AKINO:創聖のアクエリオン AI:Story                                                                              | |
| 75 | 2022年3月15日  | 最近あった話 アーティスト深掘りコーナー                                               | あいみょん:裸の心                                                                                              | 2022年3月18日で四国放送の卒業を発表。 この番組も今月いっぱいで終了することが告知される。                                                                    |
| 76 | 2022年3月22日  | 心理テスト 救われた言葉、人生の道標になった言葉                                       | Aqua Timez:決意の朝に 鈴木瑛美子:カナリアの歌                                                                  | この回は卒業前に収録されている。 |
| 77 | 2022年3月29日  |                                                                                       | | 最終回。 この回は卒業前に収録されている。 |